# Giglio Castello

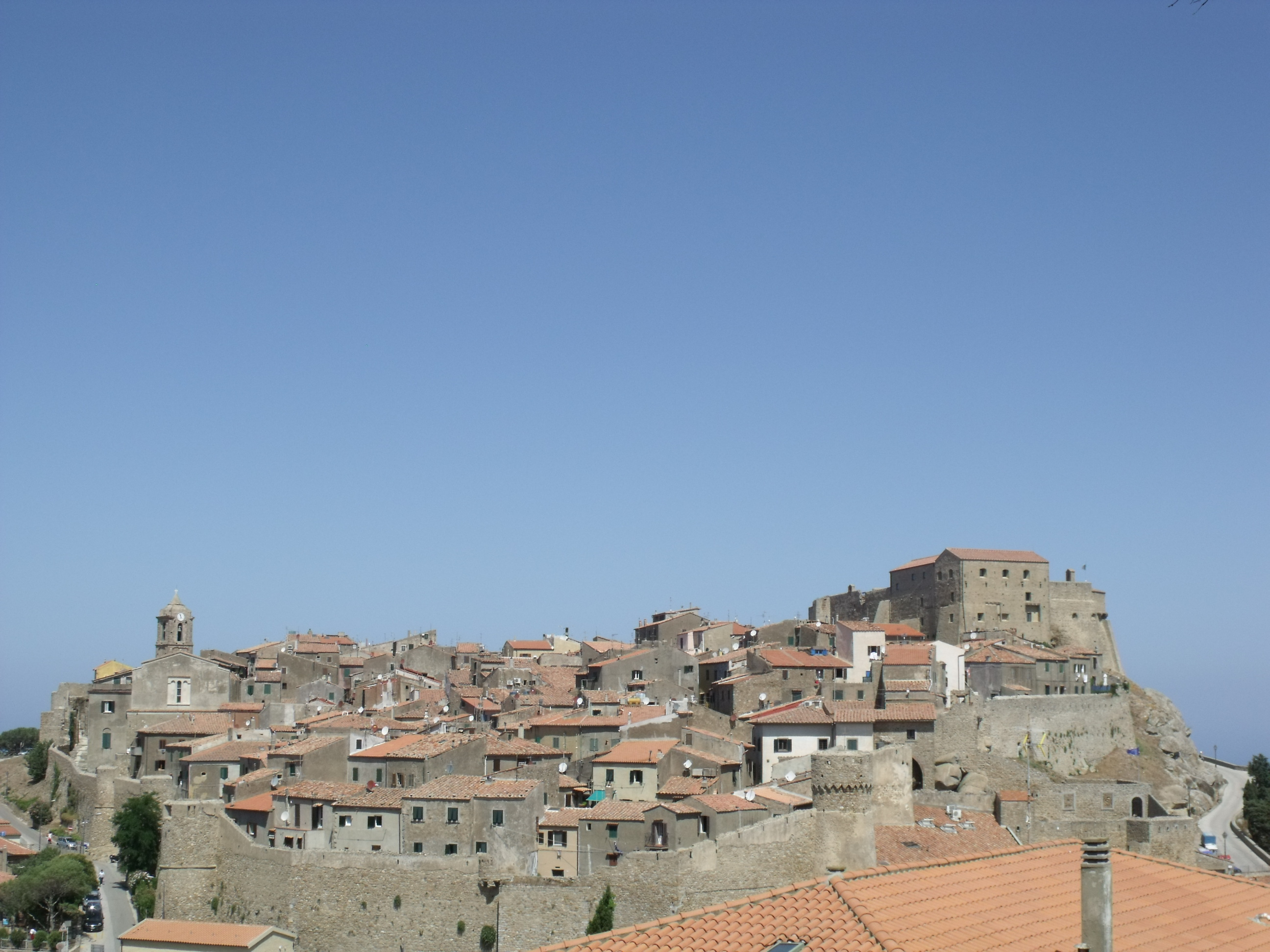
Panorama von Giglio Castello mit der Rocca Pisana (rechts)

Giglio Castello ist ein Fraktion und Hauptort der Gemeinde Isola del Giglio auf der Insel Giglio in der Provinz Grosseto in der Region Toskana und ist Mitglied der Vereinigung I borghi più belli d’Italia (Die schönsten Orte Italiens).

## Geografie
Der Ort liegt 47,5 km südwestlich der Provinzhauptstadt Grosseto und 160 km südwestlich der Regionalhauptstadt Florenz. Der Ort liegt bei 405 Höhenmetern und hat ca. 554 Einwohner.

## Geschichte
Der Ort entstand wahrscheinlich im 10. Jahrhundert und wird erstmals in Dokumenten des römischen Kloster Tre Fontane 1269 erwähnt. Ab 1216 regierten im Ort die Aldobrandeschi aus Santa Fiora, die den Ort für die jeweiligen Herrscher aus Florenz oder Pisa (bis 1362) verwalteten. Nach dem Aussterben der männlichen Linie der Medici 1737 fiel der Ort mit der gesamten Insel und dem Großherzogtum Toskana an das Herrscherhaus Habsburg-Lothringen. Nach der Flucht von Ferdinand III. am 27. März 1799 erlangten die Truppen von Napoleon Bonaparte die Herrschaft über den Ort, nach deren Niederlage fiel der Ort wieder an die Habsburg-Lothringer.

## Sehenswürdigkeiten

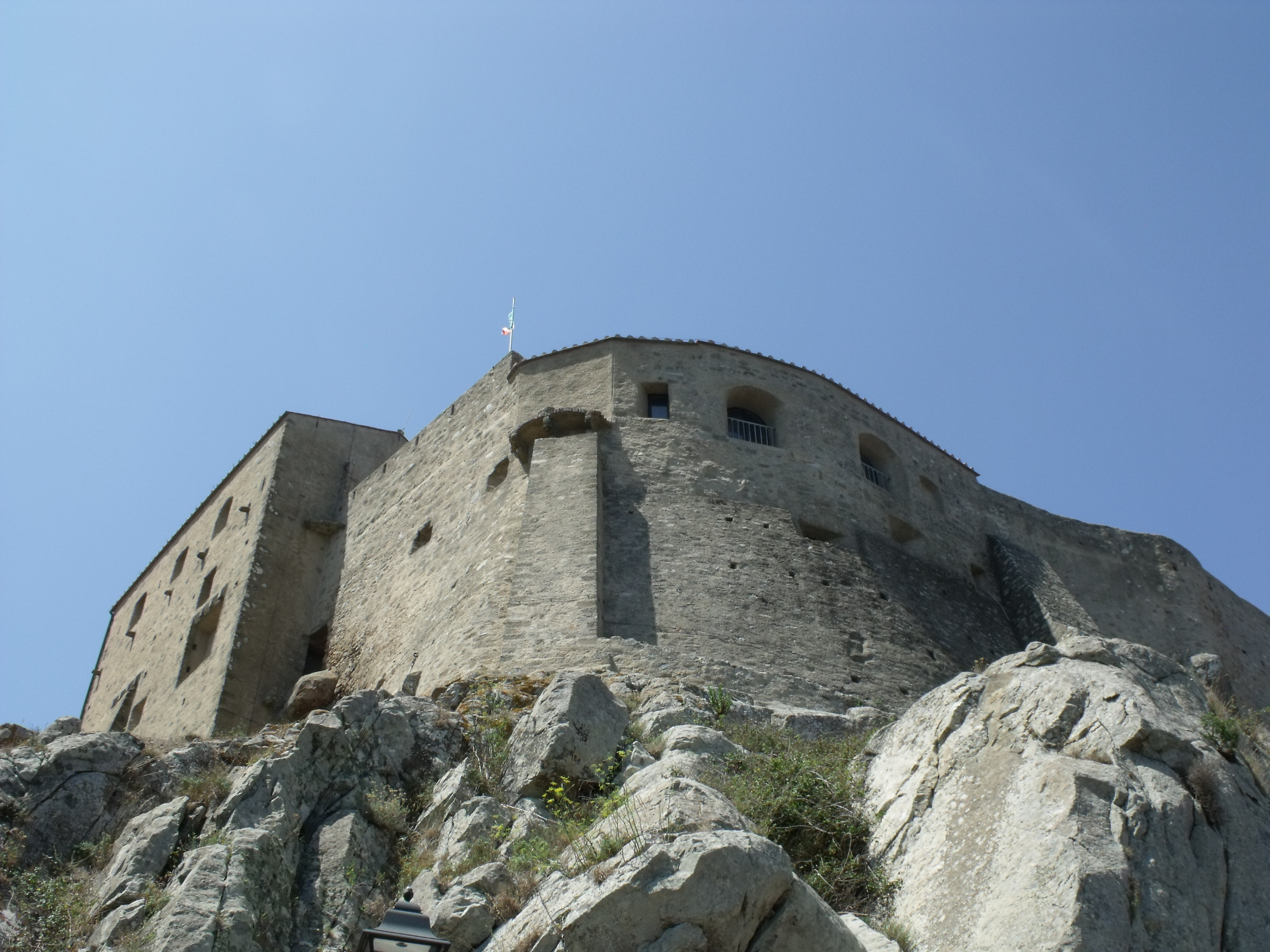
Rocca aldobrandesca, auch Rocca pisana genannt

- Chiesa di San Pietro Apostolo, Kirche im Ortskern, die erstmals 1408 erwähnt wurde. Sie wurde im Jahr 1722 durch Giovanni Domenico Fei restauriert und erweitert, ein weiterer Ausbau fand 1755 statt. Eine weitere Restaurierung wurde 1841 nach dem Einsturz des Gewölbes durchgeführt.[5]
- Rocca aldobrandesca, auch Rocca pisana genannt, im 12. Jahrhundert durch die Pisaner entstanden[6] und dann von den Aldobrandeschi erweitert. Diese wurden 1339 von Siena abgelöst, die ihrerseits 6 Jahre Herr des Ortes blieben.[7] Die Burg wurde von 1595 bis 1623 im Auftrag von Ferdinando I. de’ Medici von dem Architekten Alessandro Pieroni restauriert.[2]
- Stadtmauer, Befestigung des Borgo (Unterstadt) aus dem 12. Jahrhundert, die mit drei Stadttoren und zehn Wachtürmen (7 rechteckige und 3 in Halbkreisform) ausgestattet ist.[7]